# Sternidius rosaliae
Sternidius rosaliae là một loài bọ cánh cứng trong họ Cerambycidae.